# Nilgiri rövidszárnyúrigó
A nilgiri rövidszárnyúrigó (Sholicola major) a madarak osztályának verébalakúak (Passeriformes) rendjébe és a légykapófélék (Muscicapidae) családjába tartozó faj.

## Rendszerezése
A fajt Thomas C. Jerdon brit zoológus írta le 1844-ben, a Phoenicura nembe Phoenicura major néven. Besorolása vitatott egyes szervezetek a Myiomela nembe sorolják Myiomela major néven, mások a Brachypteryx nembe Brachypteryx major néven.

## Előfordulása
India déli részén honos. Természetes élőhelyei a szubtrópusi vagy trópusi hegyvidéki esőerdők. Magassági vonuló.

## Megjelenése
Testhossza 14 centiméter.
|  |

## Életmódja
Valószínűleg rovarokkal táplálkozik.

## Természetvédelmi helyzete
Az elterjedési területe kicsi, széttöredezett és az emberi tevékenység miatt gyorsan csökken, egyedszáma is csökken. A Természetvédelmi Világszövetség Vörös listáján veszélyeztetett fajként szerepel.